# Metallic Rouge
Metallic Rouge (メタリックルージュ Metarikku Rūju?) es una serie de televisión de anime original japonesa producida por Bones para el 25 aniversario del estudio. Una adaptación a webtoon con arte de Meika Tokyo y Chita Tsurushima comenzó su serialización en línea en el sitio web Line Manga de Line Corporation en marzo de 2024. 

## Premisa
En un mundo donde coexisten humanos y seres artificiales, una chica androide, Rouge Redstar, y su amiga, Naomi Orthmann, están en una misión a Marte. Se trata de matar a nueve androides rebeldes que son hostiles al gobierno llamado los Nueve Inmortales.

## Personajes
Rouge Redstar (ルジュ・レッドスター Ruju Reddosutā?)
 Seiyū: Yume Miyamoto, Cynthia Chong (español latino), Laura Peña (español castellano)
Una chica androide que es la protagonista principal de esta obra. Puede transformarse en la forma de batalla roja "Metal Rouge". Aunque aparenta tener 17 años, en realidad tiene 10 y, aunque no es buena comunicandose con la gente, es una persona de buen corazón. Además, el chocolate es su comida favorita. El Ministerio de la Verdad le encargó cazar a los Nueve Inmortales, y ella ya había matado a dos antes del comienzo de la historia. Sin embargo, con el tiempo madura y comienza a cuestionar la moralidad de su misión.
Naomi Orthmann (ナオミ・オルトマン Naomi Orutoman?)
 Seiyū: Tomoyo Kurosawa, María García (español latino), María Martínez (español castellano)
Una humana de 23 años que es socia de Rouge. Como investigadora especial de una agencia gubernamental, está a cargo de los androides. Aunque se cree que tiene una personalidad alegre debido a sus comentarios alegres, su forma de pensar suele ser tranquila y racional. Ella tuvo la tarea de apoyar a Rouge en la caza de los Nueve Inmortales, lo que hace principalmente rastreando y recopilando información sobre sus objetivos. Aunque tiene una relación algo problemática con Rouge, quien a menudo malinterpreta sus comentarios, ella parece preocuparse realmente por ella y queda impresionada con su madurez a medida que avanza su viaje. Más tarde se revela que ella es una espía que trabaja para la Oficina de Tutela.
Jean Yunghart (ジーン・ユングハルト Jīn Yunguharuto?)
 Seiyū: Shunsuke Takeuchi
El jefe del Ministerio de la Verdad, que crea a Neans, y el superior de Rouge y Naomi, quien les encargó cazar a los Nueve Inmortales. Aparentemente, su padre los crio a él y a Rouge como hermanos.
Sara Fitzgerald (サラ・フィッツジェラルド Sara Fittsujerarudo?)
 Seiyū: Yū Shimamura
Miembro de los Nueve Inmortales bajo el nombre de Purgatory Viola. Abandonó su identidad anterior y se convirtió en una cantante famosa en una ciudad marciana, pero es arrastrada de regreso a su antigua vida cuando Rouge, a quien sin saberlo había contratado como su asistente, comienza a perseguirla. Esto da como resultado que ella intente matarla después de descubrir su identidad, solo para ser asesinada ella misma. Su verdadera forma es una armadura púrpura.
Jaron Fate (ジャロン・フェイト Jaron Feito?)
 Seiyū: Hiroyuki Yoshino, Eduardo Martínez (español latino), Jaime Roca (español castellano)
Un miembro de los Nueve Inmortales bajo el nombre de Hell Giallon que actualmente trabaja para Alter, una organización Nean que busca derrocar a la sociedad humana. Era un embaucador manipulador que creaba escenarios para hacer que sus antiguos socios lucharan contra Rouge para entretenerse. También fue el culpable de la serie de asesinatos cometidos por el "Gladiador Rojo", lo que hizo asumiendo la apariencia de Rouge. Su verdadera forma era una armadura amarilla que se asemejaba a un bufón.
Jill Sturgeon (ジル・スタージョン Jiru Sutājon?)
 Seiyū: Yui Ogura
Una periodista independiente que viaja a Marte para informar sobre la discriminación que los neans enfrentan entre los humanos allí, lo que la lleva a cruzarse a menudo con Rouge y Naomi.
Afdal Bashal (アフダル・バシャール Afudaru Bashāru?)
 Seiyū: Kenjirō Tsuda
Un médico que se especializa en el tratamiento de Neans, conocido como 'Sintonizador'. Después de reunirse con Rouge, la invita a una ciudad de Nean para mostrarle las condiciones en las que viven. Más tarde se revela que es el Phantom Verde de los Nueve Inmortales, que se ha vuelto nihilista después de ver las inútiles luchas de los Neans por la liberación. Esto hace que intente matar a Rouge para "liberarla", sólo para morir él mismo. Su verdadera forma es una armadura verde.
Eden Vallock (エデン・ヴァロック Eden Varokku?)
 Seiyū: Kazuyuki Okitsu
Un arqueólogo que investiga las ruinas de la guerra contra los invasores alienígenas conocidos como los Usurpadores, y se encuentra con Rouge y Naomi. Más tarde se revela que es miembro de los Nueve Inmortales y viene en defensa del dúo contra el Carnaval. Su verdadera forma es una armadura negra.
Ash Stahl (アッシュ・スタール Asshu Sutāru?)
 Seiyū: Atsushi Miyauchi
Un investigador que trabaja para la Oficina de Tutela y es conocido por su fuerte intuición. Viaja a Marte para investigar la serie de asesinatos cometidos por el "Gladiador Rojo" y sospecha del Ministerio de la Verdad y del dominio que aparentemente tienen sobre la Oficina.
Noid 262 (ノイド262 Noido 262?)
 Seiyū: Chiaki Kobayashi
El colega de Ash. Aunque su asociación se ve algo tensa por la supuesta aversión de Ash hacia Neans, generalmente cooperan. Sin embargo, hay aspectos de la humanidad que aún tiene que comprender, como las metáforas, para disgusto de Ash.
Puppeteer (人形遣い師 Ningyōtsukai-shi?)
 Seiyū: Hiroshi Yanaka
El misterioso líder del carnaval ambulante, que afirma estar intentando liberar a los Neans de las Leyes de Asimov, que los mantienen subordinados a los humanos. Para ello, contacta a Rouge y le hace cuestionar la moralidad de su misión.
Opera (オペラ?)
 Seiyū: Mariya Ise
La subordinada de Titiritero, que se supone que es una Nean debido a sus habilidades atléticas antinaturales. No está restringida por las Leyes de Asimov, lo que le permite dañar a humanos y compañeros neanos.
Ace Machias (アエス・マキアス Aesu Makiasu?) / Alice Machias (アリス・マキアス Arisu Makiasu?)
 Seiyū: Minami Tsuda
Gemelos que se cruzan con Rouge. Ace es un ratón de biblioteca, mientras que Alice es la más atlética de los dos.
Graufon Berg (グラウフォン・ベルグ Guraufon Berugu?)
 Seiyū: Hiroki Yasumoto
Un miembro de los Nueve Inmortales que actualmente trabaja para Alter. Tiene un comportamiento caballeroso y favorece las batallas justas y honorables. Su verdadera forma es una armadura gris.
Cyan Bluestar (シアン・ブルースター Shian Burūsutā?)
 Seiyū: Haruka Shiraishi
Una chica misteriosa que dice ser la hermana menor de Rouge. Se transforma en una gladiadora azul muy parecida a Rouge y quiere asesinarla.
Eva Cristella (エヴァ・クリステラ Eva Kurisutera?)
 Seiyū: Yōko Hikasa
Una biofísica que creó a los Nueve Inmortales junto con el Doctor Roy Yunghart y se esforzó por tratar a los Neans como seres humanos. Murió diecinueve años antes del comienzo de la serie.
Roy Yunghart (ロイ・ユングハルト Roi Yunguharuto?)
 Seiyū: Yoshimitsu Shimoyama
El padre de Jean y creador de Rouge; un científico de renombre que utilizó la tecnología de los Visitantes alienígenas para crear a los Neans, incluidos los Nueve Inmortales. Sin embargo, Jaron lo asesinó usando la apariencia de Rouge cuando él y los otros Nueve Inmortales se volvieron rebeldes. Esto llevó a Jean a encargar a Rouge la tarea de cazar a los asesinos de su padre, poniendo en marcha los acontecimientos de la serie.

## Contenido de la obra

### Anime
La serie está producida por Bones y dirigida por Motonobu Hori, con Yutaka Izubuchi a cargo de la composición de la serie mientras también se desempeña como supervisor jefe, Toshizō Nemoto escribiendo el guion, Toshihiro Kawamoto diseñando los personajes y Taisei Iwasaki componiendo la música. Se estrenó el 11 de enero de 2024 en el bloque de programación +Ultra de Fuji TV. El tema de apertura es «Rouge», interpretado por Yu-ka, mientras que el tema de cierre es «Scarlet», interpretado por Dazbee. Crunchyroll obtuvo la licencia de la serie fuera de Asia.
El 13 de diciembre de 2023, Crunchyroll anunció que la serie recibieron ambos doblajes tanto en español latino como en castellano, los cuales se estrenaron el 10 de enero de 2024.

### Webtoon
Una adaptación a webtoon con arte de Meika Tokyo y Chita Tsurushima comenzó su serialización en línea en el sitio web Line Manga de Line Corporation el 7 de marzo de 2024.

## Recepción
La serie tuvo una recepción mixta. James Beckett de Anime News Network elogió el primer episodio por una apertura que lleva a los espectadores a una de las "misiones de los héroes, y sólo da... pistas pasajeras" sobre la trama, mientras lo critica por la falta de desarrollo de personaje, pero elogió las vibras cyberpunk como "perfectas" e inspiradas en Ghost in the Shell y Blade Runner, y dijo que el espectáculo era mejor para los personajes que se transforman en "luchadores robóticos inspirados en tokusatsu codificados por colores". Nicholas Dupree, del mismo sitio, elogió los diseños, la dirección, la animación y la música de la serie, así como el encanto de Rouge cuando estaba con Naomi, pero criticó la escritura y la historia por dejar "espacios en blanco" para los espectadores. Por el contrario, Rebecca Silverman criticó la trama por sus carencias, la oscuridad de los Nueve Inmortales y el riesgo de que la historia de la serie no tenga nada "debajo de estos adornos brillantes", mientras elogia las peleas como "ingeniosas", una historia con muchos "elementos familiares", incluida una "sociedad estratificada" y las imágenes. De manera similar, Richard Eisenbeis argumentó que el episodio deja deliberadamente a los espectadores "con una montaña de preguntas" al final, elogió el "escenario marciano cyberpunk" y la animación, y dijo que estaba dispuesto a ver de qué trata la serie.